# Tríshiras
En el marco de la mitología hindú, Trísiras es el hijo de tres cabezas del sabio Tuastra (autor de un himno del Rig-veda, de mediados del II milenio a. C.).
- tríśiras, en el sistema AITS (alfabeto internacional para la transliteración del sánscrito).
- त्रिशिरस्, en escritura devanagari del sánscrito.
- Tiríchira en idioma tamil.
- Trisian, en tailandés.
- Pronunciación: /tríshiras/.[1]
- Etimología: ‘tres cabezas’, siendo tri: ‘tres’, y shira: ‘cabeza’.[1]

Fue creado por su padre para destronar al rey de los devas, Indra. Con una cabeza comía, con la otra observaba el entorno, y con la tercera recitaba los Vedas. Llegó a ser tan poderoso que Indra se asustó de él, especialmente cuando Trísiras despreció a las apsaras (prostitutas) que Indra envió para seducirlo. Indra terminó matándolo, por lo que Tuastri creó al monstruoso Vritra para vengarse.
En el Bhágavata-purana (siglo X d. C.) Trísiras aparece con el nombre de Visvarupa.

## Otros Tríshiras
- Otro nombre de Tuastra, padre de Tríshiras.[1]
- Con tres puntas (según el Majábharata 13, y Ramaiana 4.[1]
- Nombre de un asura matado por el dios Visnú, según el Majábharata 9.1755.[1]
- Nombre de un raksasa matado por el rey dios Rama, según el Ramaiana (1.1.45), el Raghu-vamsa y el Bhágavata-purana 9.10.9.[1][3]
- Otro nombre del dios Kubera, de tres piernas.[1]